# Mèdia de Moçambic
Els mèdia de Moçambic són fortament influenciats pel govern. La informació a Moçambic es transmet per mitjà de la televisió, ràdio, diaris, revistes i internet. La ràdio és la forma més popular dels mitjans de comunicació. Els mitjans de comunicació es regulen pel Consell Suprem de Mitjans de Masses.

## Mitjans impresos
Els diaris de Moçambic tenen taxes relativament baixes de circulació com a resultat dels alts preus de diaris i la baixa taxa d'alfabetització. Un estudi indica que només 5 de cada 1.000 persones tenen accés a la premsa escrita. Els dos diaris més populars són Notícias, de propietat estatal, i O País, en mans privades. També tenen una gran circulació els mitjans controlats per l'estat com el diari Diário de Moçambique i el setmanari Domingo. Altrse diaris són Savana i Tempo. Per altra banda el setmanari A Verdade es distribueix de manera gratuïta vora la capital Maputo i és conegut pels seus punts de vista negatius sobre el govern.
Noticias té la més alta taxa de circulació, 16.000 exemplars. Savana ocupa el segon lloc amb 15.000, mentre que Domingo i Zambeze ambdós tenen 10.000. La circulació es limita principalment a Maputo.
La majoria dels fons i els ingressos per publicitat es dona als periòdics a favor del govern. No obstant això, el nombre de diaris privats amb punts vista a crítics al govern han augmentat significativament en els últims anys.

## Ràdio
Els programes de ràdio són la forma més generalitzada de mitjans de comunicació al país. Les estacions de ràdio més influents són de propietat estatal, mentre que major part de les estacions de ràdio privades tenen només audiència local. L'emissora estatal Rádio Moçambique és l'emissora de ràdio més popular al país. Es va establir poc després de la independència de Moçambic, al juny de 1975, com a resultat de la fusió de tres estacions de ràdio. L'octubre d'aquell any, LM Radio, el servei en anglès i afrikaans de Rádio Moçambique va ser clausurada i les seves instal·lacions nacionalitzades.

## Televisió
La taxa de penetració de la televisió per cable a Maputo és més o menys 30%. Televisão de Moçambique, creada en 1981, és l'única emissora de televisió de propietat estatal a Moçambic. Té la seu a Maputo. Aproximadament cinc canals privats també tenen la seva seu a Maputo. També tenen alts índex d'audiència alguns canals de televisió estrangers, com ara la televisió estatal portuguesa i la brasilera Miramar.

## Internet
Només el 4,8% de la població amb accés a Internet, de manera que l'ús d'internet de Moçambic es troba entre les més baixes d'Àfrica. Segons un informe publicat el 2007, la capitalMaputo tenia la taxa més alta d'ús d'Internet, situada en el 37,7%.
No hi ha restriccions governamentals sobre l'accés a Internet, però membres de l'oposició informen que agents d'intel·ligència del govern vigilen el correu electrònic.